# Norbert Pfretzschner senior

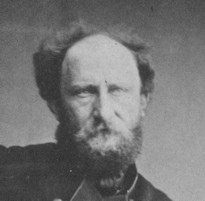
Norbert Pfretzschner, 1852 von seinem Schwager Franz Hanfstaengl gefertigtes Porträt.

Grabstätte am Westfriedhof in Innsbruck

Norbert Pfretzschner (* 11. Januar 1817 in Jenbach, Tirol; † 21. Juni 1905 in Innsbruck) war ein österreichischer Arzt und Politiker. In der Fotografie erfand er das Trockene Gelatineverfahren.

## Leben
Pfretzschner wurde auf dem Gut seiner Eltern als zweites Kind von Johann Baptist Pfretzschner, ehemals fürstbischöflich bambergischer, dann königlich bayerischer Ingenieur-Offizier, und seiner Frau, Johanna Gräfin Trauttmansdorff, geboren. Die Jugendzeit war durch schwierige Verhältnisse für seine Eltern geprägt, da die Tiroler zu dieser Zeit einem bayerischen Offizier als ehemaligen Verbündeten von Napoleon Bonaparte nicht sehr zugeneigt waren.
Nachdem Pfretzschner sich entschlossen hatte, Arzt zu werden, studierte er in Prag und Wien Medizin. 1842 wurde er in Wien über die zum Dr. med. promoviert. In dieser unruhigen Zeit bezog er politisch klare Stellung und war 1848 Mitglied des Sicherheits-Ausschusses in Tirol, wurde als solches auf die Proskriptionsliste gesetzt und musste fliehen. In die Heimat zurückgekehrt, wurde er zum Kaiserlichen Defensionskommissionär für das Unterinntal ernannt. Er war Mitglied des Reichstags von Kremsier und wohnte 1848 auch der Frankfurter Nationalversammlung bei. In späteren Jahren war er Freisinniges Mitglied im Reichsrat (Österreich) und im Tiroler Landtag. Mutig engagierte er sich für die vom Kaiser verfügte Gleichberechtigung, die die Mehrheit des Landtages zuerst nicht anerkennen wollte. Dies trug ihm den Unwillen großer Teile der Tiroler Bevölkerung ein, die ihn darstellende Strohpuppen verbrannte.
Neben seiner politischen Tätigkeit interessierte er sich auch für Kunst und Wissenschaft. In den 1850er Jahren befasste er sich aus Liebhaberei mit der Photographie, wohl auch angeregt durch seinen Schwager, dem berühmten Münchener Litho- und Photographen Franz Hanfstaengl (Gründer des gleichnamigen Kunstverlages). So schuf er prachtvolle Landschaftsbilder und Porträts (unter anderem von Adolf Pichler und Ludwig Steub), die noch nach dem Nassplatten-Verfahren gemacht wurden. Dabei war es notwendig, die Platten erst unmittelbar vor der Verwendung zu sensibilisieren und die belichteten Platten noch in nassem Zustand zu entwickeln, wozu bei Landschaftsaufnahmen im Allgemeinen die Mitnahme eines Dunkelkammer-Zeltes notwendig war.
Um diesem Übelstand zu begegnen, machte Pfretzschner mehrere Jahre lang Versuche, trockene Platten herzustellen, wobei ihm sein Freund Heinrich Hlasiwetz, Professor für Chemie in Innsbruck, behilflich war. Im Jahr 1866 gelang ein Versuch, und bereits im nächsten Jahr konnte er die Platten soweit verbessern, dass damit erstklassige Bilder gemacht werden konnten. 1869 beschickte er die Photographische Ausstellung in Hamburg mit solchen Bildern samt den zugehörigen Trockenplatten und wurde dafür mit einer silbernen Medaille ausgezeichnet. Diese Bilder und Platten gelangten dann ins Photographische Museum in Berlin, wo sie mit der Aufschrift „Erste Trockenplatten; Erfinder Dr. Norbert Pfretzschner zu Jenbach in Tirol“ ausgestellt waren. Dort sind sie im Zweiten Weltkrieg zerstört worden. Im Übrigen hat Pfretzschner seine Erfindung nicht verwertet. Dass er aber manchen als Erfinder der Gelatine-Trockenplatte vor dem Engländer R.L. Maddox gilt, bedarf der Richtigstellung: Pfretzschner hatte nicht mit dem Gelatineverfahren, sondern mit dem Tannin-Verfahren experimentiert, wobei ihm eine Verbesserung gelungen sein dürfte. 

„Dr. Schippang erzählt ... Er erwähnt als tüchtigen Amateur in diesem Fache Herrn Dr. Fretschner in Tirol. Derselbe arbeitet mit Tannin, übergießt die Platten vor dem Collodionieren mit Kautschuklösung und entwickelt alkalisch, indem er erst mit einer starken Sodalösung übergiesst, dann das Bild mit 10 bis 20 Tropfen Pyrogallus hervorbringt.“

Pfretzschner war der Vater des Bildhauers und Jagdschriftstellers Norbert Pfretzschner.